# 溪墘厝阿彌陀佛碑
23°51′02″N 120°28′57″E / 23.850465°N 120.482468°E
溪墘厝阿彌陀佛碑，是位於臺灣彰化縣溪州鄉坑厝村溪林路旁的阿彌陀佛碑，當地人在農曆正月十七會以酬神戲來還願。

## 信仰
2014年《中國時報》報導坑厝村的阿彌陀佛碑設立年代不可考，但至少已超過百年。阿彌陀佛的石碑大都立在山區、橋頭、路口等地方，用以驅邪、或供養之意，在信仰上有鎮攝鬼魂的作用。
坑厝村長鄭萬長、坑厝村民表示百年前濁水溪氾濫，一位老農民在農曆正月十七日，撿到一塊卡在竹林叢中、刻有「南無阿彌陀佛」的石碑。村民擲筊請示後立碑膜拜，靠近濁水溪的坑厝村從此免除水患之苦，村人遂認為是佛顯靈，此後將立碑這天訂為紀念日。信徒多以酬神戲謝佛，於是廟方統一在每年正月十七讓信徒還願。
早期村庄旁就是公墓，村民認為立碑後就常有紅光，不再見到鬼火，歸功於阿彌陀佛碑護佑。佛碑成為當地重要信仰中心，不僅村民，路過的外地民眾也會來膜拜許願，香火鼎盛。
往年農曆正月十七日，溪林路前總有二、三十場布袋戲團來酬神，形成地方特殊的慶典文化。2016年《聯合報》報導時，坑厝村長鄭萬長表示，每年的酬神還願大多會連演十幾天，這樣的傳統在村子裡有近三十年。大多來自虎尾鎮的布袋戲團的小貨車會一字排開在阿彌陀佛碑的溪林路上酬神，車前寫上還願信徒的名字，多數是本地人，也有高雄、台中信徒來還願的。如2006年的報導有18棚、2007年有28棚、2008年24棚、2014年35棚、2016年33棚。
同樣建廟的還有大林阿彌陀佛碑。